# Tanjung Menang Ulu
Tanjung Menang Ulu is een bestuurslaag in het regentschap Ogan Komering Ulu Selatan van de provincie Zuid-Sumatra, Indonesië. Tanjung Menang Ulu telt 713 inwoners (volkstelling 2010).